# Braunschweigische Armee
Die braunschweigische Armee umfasste ab 1605 die Truppen des Fürstentums Braunschweig-Wolfenbüttel und seit 1814 dann des neu gegründeten Herzogtums Braunschweig. Ihren Charakter als eigenständige Streitmacht verlor sie 1886 mit der Übernahme in die preußische Armee.
Bis in das 16. Jahrhundert war es üblich, dass die Besitzungen der Herzogtümer unter den erbberechtigten Söhnen der Herzöge aufgeteilt wurden. Dadurch waren aus dem Herzogtum Braunschweig-Lüneburg die Häuser Braunschweig-Wolfenbüttel, Dannenberg, Harburg und Lüneburg-Celle hervorgegangen.

## Überblick
Das Braunschweiger Militär war an zahlreichen kriegerischen Auseinandersetzungen beteiligt. Dazu zählen der Dreißigjährige Krieg und die Kabinettskriege des späten 17. und 18. Jahrhunderts. Traditionell eng waren die Beziehungen zu Preußen, an dessen Seite beispielsweise 16000 Braunschweiger während des Siebenjährigen Krieges kämpften, teilweise finanziert von englischen Subsidienzahlungen. Direkt in englischen Diensten standen jene 5000 Mann braunschweigischen Soldtruppen, die während des Amerikanischen Unabhängigkeitskriegs zum Einsatz kamen.
Nach der Besetzung des Landes 1807 durch Napoleon verlor das Fürstentum Braunschweig-Wolfenbüttel seine Eigenständigkeit und wurde in das neu gegründete Königreichs Westphalen integriert. Das Heer wurde aufgelöst, einige ihrer Angehörigen traten in den Dienst der westphälischen Armee und kämpften anschließend, an der Seite Frankreichs, ab 1809 in Spanien und 1812 in Russland.
Ein anderer Teil wollte den Kampf gegen Frankreich fortführen und schloss sich dem ab 1808 im Aufbau befindlichen Feldkorps des von Napoleon abgesetzten Herzogs Friedrich Wilhelm an. Die rund 2000 Mann starke Schwarze Schar focht zunächst an der Seite Österreichs, ab 1809 aber in englischem Sold in Portugal und Spanien. Nach der (Wieder-)Errichtung des Herzogtums Braunschweig 1813/14 wurde das Feldkorps Teil der regulären, um zahlreiche Rekruten erweiterten neuen Armee. Während der Napoleons Hundert Tage Herrschaft 1815 kämpften über 5000 Braunschweiger in der Schlacht bei Quatre-Bras, die Überlebenden fochten zwei Tage später in der Schlacht bei Waterloo.
Während der Schleswig-Holsteinischen Erhebung (1848–51) entsandte Braunschweig Truppen als Teil des deutschen Bundesheers gegen Dänemark, blieb aber im Deutsch-Dänischen Krieg 1864, wie die meisten deutschen Bundesstaaten, neutral.
Erneut an der Seite Preußens standen die Braunschweiger jedoch im Deutschen Krieg 1866 und im Deutsch-Französischen Krieg 1870/71.
Mit Abschluss der braunschweigisch-preußischen Militärkonvention 1886 endete die Geschichte der braunschweigischen Truppen als eigenständiger Armee, die zuletzt etwa 2000 Mann zählte. Fortan dienten die Braunschweiger direkt unter preußischem Kommando.

## Vor 1605: Vom Milizsystem zum stehenden Heer
Für das Fürstentum Braunschweig-Wolfenbüttel entstand unter Herzog Julius ein neues Wehrsystem, nach dem jeder einzelne Hauswirt bewaffnet zu sein hatte. Die Waffen wurden durch das Landgericht geprüft und die Männer wurden durch die Offiziere des Herzogs an ihnen ausgebildet und militärisch gedrillt. Die Gewehre stammten aus der Geschütz- und Gewehrfabrikation in Gittelde. Die militärische Ausbildung der Bürger fand einmal pro Monat statt und zusätzlich gab es ein jährliches großes Exerzieren. Die einzelnen Mannschaften wurden nach Fahnen in Kompanien eingeteilt.
Neben dieser Art Landmiliz ergänzten 1589 angeworbene Musketiere sowie eine persönliche Leibgarde, die aus mehreren berittenen Kompanien bestand, die Truppen des Herzogs Heinrich Julius. Der Oberbefehl lag bei dem Grafen von Hohenlohe.

## 1605 bis 1617: Gelbes Regiment und Rotes Regiment

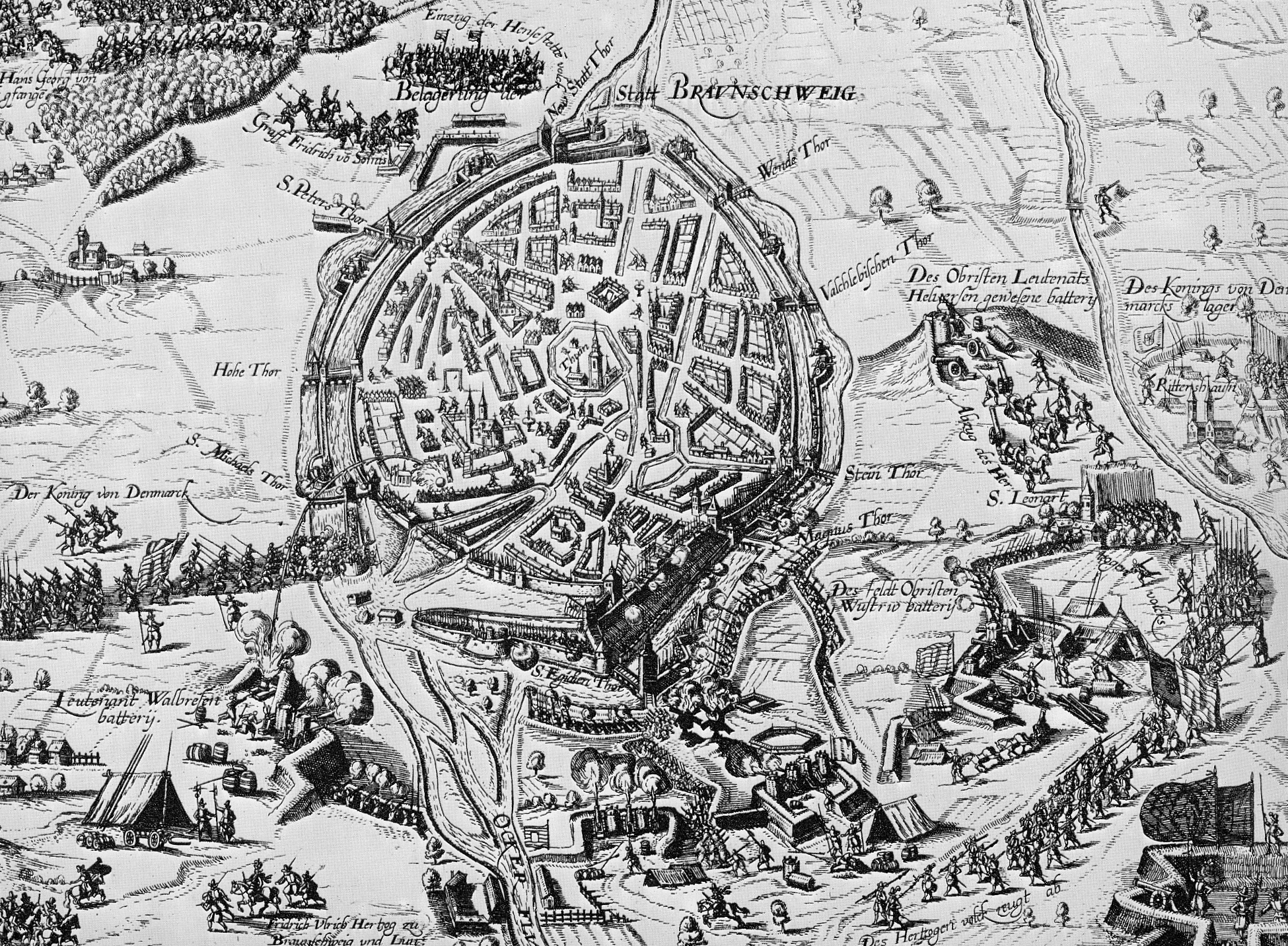
Die Belagerung von 1615 der Stadt Braunschweig

Die erste stehende Truppe im Fürstentum Braunschweig-Wolfenbüttel führte der Herzog 1606 nach Wolfenbüttel, der damaligen Hauptstadt. Dieses waren das 1605 aufgestellte „Gelbe Regiment“ aus Fußsoldaten und das „Rote Regiment“, das aus berittenen Truppen bestand. Im Jahr 1605 belagerte Heinrich Julius die Stadt Braunschweig vom 28. Oktober bis zum 9. Januar 1606. Der König von Dänemark vermittelte einen achtwöchigen Waffenstillstand. Da es zu keiner Einigung kam, verordnete Kaiser Rudolf II. einen Abzug der Truppen auf beiden Seiten. Die Stadt Braunschweig rüstete entgegen dieser Anweisung jedoch weiter auf, so dass sie vom Kaiser mit der Reichsacht belegt wurde.
Ab 1609 wurden alle Untertanen des Herzogtums in das bestehende Wehrsystem eingebunden. Die Ausstattung der Kriegsdienstpflichtigen bestand aus dem langen Spieß, der Muskete und einem Harnisch. Zusätzlich wurden die Besitzer der freien Höfe verpflichtet Reittiere und Rüstungen bereitzustellen. Nach dem Tode von Herzog Heinrich Julius setzte sein Nachfolger Herzog Friedrich Ulrich 1615 beide Regimenter (das „Gelbe Regiment“ mit 3000 Soldaten unter Oberst Otto Plato von Helversen) zur erneuten Belagerung von Braunschweig ein. Diese endete abermals durch dänische Vermittlung mit einem Vergleich, bei dem die Ächtung der Stadt aufgehoben wurde und die Stadt eine Ausgleichszahlung und eine Erbhuldigung an den Herzog leisten musste, während dieser die Privilegien der Stadt anerkannte.

## 1618 bis 1648: Dreißigjähriger Krieg
Im Dreißigjährigen Krieg, der seit dem Jahr 1618 die deutschen Lande überzog, hatte sich Herzog Friedrich Ulrich für die Neutralität entschieden. Dennoch verstärkte er in den Jahren 1622 bis 1623 seine Truppen und setzte seinen Schwager Otto zu Braunschweig und Lüneburg als Obrist ein. Ein Teil dieser Truppen wurde in einer Kreisarmee des Niedersächsischen Reichskreises unter dem Befehl von Herzog Georg zusammengefasst.
| Gefolge des Herzogs: 93 Personen, 46 Reisige sowie 26 Kutsch- und Wagenpferde |                                      |               |                                      |                                           |               |
| Kompanie                                                                      | Befehlshaber                         | Anzahl Pferde | Kompanie                             | Befehlshaber                              | Anzahl Männer |
| Leibgarde-Cürassiers                                                          | Oberstleutnant von Wettbergk         | 100           | Leibgarde Herzog Georgs              | Capitain Belizar Ludwig von Wurmb         | 224           |
| Cürassiers aus Celle                                                          | Oberstleutnant Curdt Plate von Sleen | 102           | Männer aus Celle                     | Major Friedrich Merethig                  | 217           |
| Arkebusierreiter aus Celle                                                    | Oberstleutnant Pfalzgraf Christian   | 102           | Männer aus Celle                     | Capitain Friedrich Feuerschütz            | 228           |
| Arkebusierreiter aus Celle                                                    | Rittmeister Jansen von Petersdorf    | 102           | Männer aus Celle                     | Capitain von Uffeln                       | 207           |
| –                                                                             | –                                    | –             | Männer aus Celle                     | Capitain Johann Nagel                     | 218           |
| Braunschweig-Wolfenbüttelsche Reiter                                          | Wolff Eberhard von Warberg           | 150           | Männer aus Braunschweig-Wolfenbüttel | General Otto Plate von Helvessen          | 300           |
| Braunschweig-Wolfenbüttelsche Reiter                                          | Rittmeister Friedrich von Bortfeldt  | 150           | Männer aus Braunschweig-Wolfenbüttel | Capitain Friedrich Vitzthumb von Eckstedt | 300           |
| Halberstädtische Reiter                                                       | Rittmeister Christoff von Honichen   | 127           | Männer aus Halberstadt               | Capitain August Vitzthumb von Eckstedt    | 203           |
| Mecklenburgische Reiter                                                       | Rittmeister von Strahlendorf         | 140           | Männer aus Halberstadt               | Capitain Oswald Bodenteich                | 203           |
| Mecklenburgische Reiter                                                       | Rittmeister Volrad Frein             | 140           | Männer aus Lübeck                    | Capitain Michel Wessel                    | 211           |
| Holsteinische Reiter                                                          | Rittmeister Dietrich von Ahlefeld    | 200           | Männer aus Holstein                  | Capitain Jacob Seesteden                  | 293           |
| Holsteinische Reiter                                                          | Rittmeister von Hodenberg            | 93            | Männer aus Holstein                  | Capitain Bernhard Petersen                | 225           |
| Gesamt:                                                                       |                                      | 1406          |                                      |                                           | 2775          |

Im Jahr 1624 wurde Herzog Friedrich Ulrich zum General der Niedersächsischen Kreisarmee ernannt und löste damit Herzog Georg ab, der in die Dienste des Kaisers übergetreten war. Im Mai des Jahres 1625 beschloss der Kreistag zu Braunschweig, die Truppenstärke weiter auszubauen und Friedrich Ulrich schloss zudem in Lauenburg ein formelles Bündnis mit König Christian IV. von Dänemark. Der Herzog sollte über das rund 24.000 Mann starke Kontingent der Braunschweigisch-Lüneburgischen Länder befehligen, was jedoch wegen des Einspruchs des Herzogs Christian aus Celle nie in dieser Stärke zustande kam.
Da die kaiserliche Armee der Katholischen Liga mit ihrem Heerführer Johann von Tilly weiter vorrückte, vereinigten sich Herzog Friedrich Ulrichs Truppen im Juni mit den Dänen bei Nienburg. Dieses wurde bald darauf von Tilly belagert, doch König Christian gelang es, ihn zum Rückzug zu zwingen. Trotzdem spitzte sich die Lage bedrohlich zu, denn General Wallenstein rückte auf Göttingen vor und Tilly eroberte am 24. Oktober 1625 die Feste Calenberg.
Im Winter des Jahres bemühte sich Friedrich Ulrich vergeblich in Braunschweig um einen Friedensschluss. Herzog Christian von Halberstadt organisierte derweil in Wolfenbüttel die Verteidigung des Landes. Auch König Christian zog sich dorthin zurück. Zusätzlich wurden die Städte Göttingen, Münden und Nordheim durch Truppen verstärkt. Als Christian von Halberstadt in das Eichsfeld ausrückte, erkrankte er und wurde nach Wolfenbüttel zurückgebracht, wo er am 6. Juni 1626 dem Fieber erlag.
Nachdem Tilly die drei Städte erobert hatte, verhandelte Herzog Friedrich Ulrich nochmals mit ihm, zog im August seine Truppen von der dänischen Armee ab und unterwarf sich dem Kaiser. Wolfenbüttel blieb nach der Niederlage König Christians jedoch unter Graf Solms in dänischer Hand, bis es 1627 gemeinsam von Friedrich Ulrich und General Gottfried Heinrich zu Pappenheim durch Errichtung des Schwedendamms eingenommen wurde.

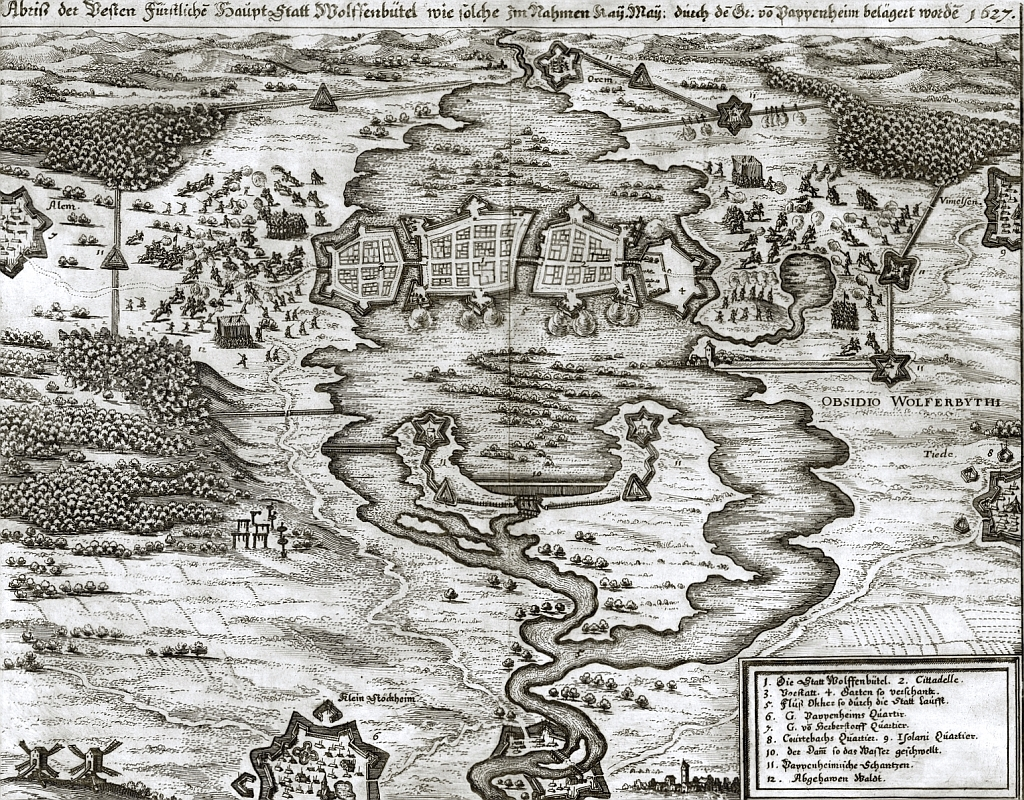
Belagerung Wolfenbüttels um 1627

Herzog Friedrich Ulrich trat schließlich im Jahre 1631 dem Bündnis der protestantischen Fürsten bei und schloss 1632 mit König Gustav Adolf von Schweden einen Allianzvertrag. Dafür sollte er eine Streitmacht von 1500 Reitern (12 Kompanien mit 125 Pferden) und fünf Regimenter Infanteriesoldaten (5200 Mann) nach königlich schwedischer Ordnung aufstellen. Unter diesem befanden sich auch das „Gelbe Regiment“ (Obrist von Schönberg, ab 1633 Dietrich von Ehlen, acht Kompanien Fußsoldaten) und das „Rote Regiment“ (Obrist Jobst Heinrich von Mützephal, 500 Reiter, acht Kompanien Fußsoldaten) sowie das „Blaue Regiment“ (Generalmajor Tile Albrecht von Uslar, 1000 Reiter, zwölf Kompanien Fußsoldaten).
Herzog Georg hatte inzwischen das kaiserliche Heer verlassen und war in die Dienste des schwedischen Königs übergetreten, um diesen bei der Vertreibung der katholischen Truppen aus den Ländern des Fürstentums zu unterstützen. Er stellte hierfür zum Ende des Jahres je drei Regimenter Kavallerie und Infanterie auf. Georgs Regimenter nahmen die Städte Göttingen und Duderstadt ein zernierten gemeinsam mit Friedrich Ulrichs Einheiten Wolfenbüttel, vertrieben Wallenstein zunächst aus Stade und zwangen ihn schließlich zum Rückzug aus Niederhessen.
Anfang des Jahres 1633 wurden wichtige Ortschaften wie Bielefeld, Herford, Lemgo und Vlotho eingenommen und die kaiserlichen Truppen von der Schwedisch-Deutschen Armee auf das rechte Ufer der Weser zurückgedrängt. Die Truppen aus Wolfenbüttel standen unter General von Uslar bei Polle, Holzminden und Höxter. Herzog Friedrich Ulrich versuchte indessen die Belagerung Wolfenbüttels fortsetzen, um die Stadt wieder in seinen Besitz zu bringen. Herzog Georg gelang es, die kaiserlichen Truppen des Grafen Gronsfeld zu zerschlagen und ihn nach Minden zurückzudrängen. Somit hatte er das gesamte linke Ufer der Weser zwischen der Haase und Bielefeld unter seiner Kontrolle.
Georg belagerte zudem mit nur knapp 10.000 Mann und ohne schwere Geschütze die Stadt Hameln, die am 13. Juli 1633 kapitulierte. Unterstützt wurde er hierbei durch die Truppen des Obristen Mützephal, der sich ihm entgegen einer Anweisung des Herzogs Friedrich Ulrich, der zufolge er Generalmajor von Uslar bei Höxter mit Waffen und Proviant versorgen sollte, am 21. März angeschlossen hatte. Generalmajor von Uslar kam nun ebenfalls nach Hameln und nahm die gesamten wolfenbüttelschen Truppen unter seinen Befehl. Nachdem Hameln eingenommen war, wurde von Uslar nach Hildesheim abkommandiert, um die dortigen Besitztümer zurückzuerobern. Für die Belagerung Hildesheims standen ihm am Anfang des Jahres 1634 insgesamt 16 Kompanien Reiter und 44 Kompanien Fußsoldaten zur Verfügung. Der Kommandant der Stadt kapitulierte schließlich am 12. Juli 1634.
Nach dem Tode Herzog Friedrich Ulrichs übernahm 1635 Herzog August der Jüngere die braunschweigisch-wolfenbüttelschen Gebiete, die nun unter den Fürsten neu aufgeteilt worden waren. Die Belagerung Wolfenbüttels wurde fortgesetzt.
Im September 1641 wurden in Goslar zwischen den welfischen Herzögen und Erzherzog Leopold die ersten Verhandlungen über einen Frieden begonnen, bei denen die Herzöge dem Frieden von Prag beitraten und im Gegenzug die kaiserlichen Truppen die befestigten Städte, insbesondere die Stadt Wolfenbüttel, im Fürstentum Braunschweig-Wolfenbüttel räumen sollten. Im September 1643 gaben die Kaiserlichen schließlich Wolfenbüttel an Herzog August zurück, der eine starke Garnison in die Stadt legte, den Großteil seiner Truppen aber auflöste. Als der Dreißigjährige Krieg schließlich endete, wurde der Anspruch der Herzöge auf ihnen in der Vergangenheit vom Kaiser zugesprochene Gebiete wie Halberstadt und Magdeburg nicht berücksichtigt, unter anderem weil sie ihre Truppen nach diesem Friedensschluss so stark reduziert hatten.

## 1649 bis 1670: Stellung von Hilfskorps für diverse Feldzüge

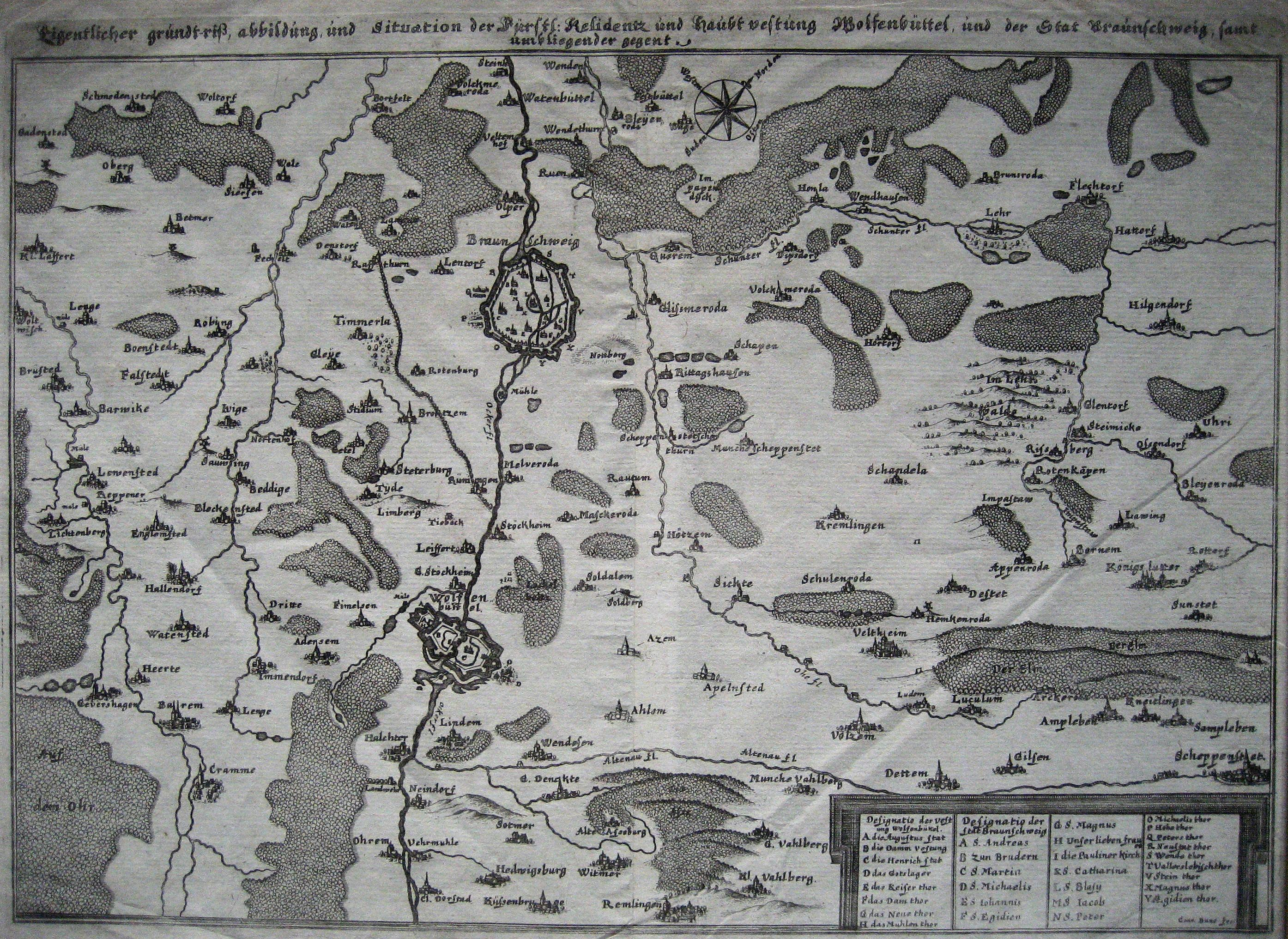
Braunschweig, Wolfenbüttel Karte von 1654/1658

- 1649 wurde Herzog August zum Obersten des Niedersächsischen Kreises ernannt.
- 1652 schloss die schwedische Königin Christina mit den braunschweigischen Herzögen und den Landgrafen von Hessen-Kassel eine Definitiv-Allianz (Hildesheimer Allianz). Hierin wurden die Herzöge verpflichtet stets ein Korps von 2.000 Reitern und 4.000 Fußsoldaten zu unterhalten.
- 1654 schlossen die Herzöge ein Bündnis mit dem Kurfürsten von Brandenburg, bei dem sie weitere 300 Reiter und 1.200 Fußsoldaten aufstellen ließen. Insgesamt stellte Herzog August 2.100 Mann zur Verfügung.
- 1657 fielen dänische Truppen in Bremen und Verden ein, so dass die Niedersächsischen Truppen aufgerüstet wurden, um sich diesen entgegenzustellen.
- 1663 wurden braunschweigische Truppen als Hilfskorps nach Ungarn entsandt.[8]

- Am 17. September 1666 übernahm Herzog Rudolph August die Regierung, nachdem sein Vater verstorben war. Seinen Bruder Anton Ulrich ernannte er 1667 zum Statthalter. Dieser vermehrte die Truppen und nahm mit diesen an zahlreichen kämpferischen Auseinandersetzungen teil. Die Truppen wurden beispielsweise zur Verteidigung Bremens in der Gegend um Rethem an der Aller zusammengezogen. Sie wurden jedoch nicht eingesetzt, da es zu einem Vergleich zwischen den Kontrahenten kam.
- 1667 bis 1669 wurden Truppen aus Wolfenbüttel in holländische und spanische Dienste gestellt und kamen nach dem Frieden von Aachen zurück.
- 1669 bis 1670 wurden die Truppen nochmals verstärkt und aufgerüstet, da die Unterwerfung der noch immer abspenstigen Stadt Braunschweig geplant war.[9]

## 1671 bis 1690: Kampf gegen Franzosen und Türken
Die Stadt Braunschweig und die Stadt Wolfenbüttel waren die beiden einzigen mit Befestigungsanlagen versehenen Städte im ehemaligen Fürstentum Braunschweig-Wolfenbüttel. Nach ihrer Belagerung und Unterwerfung durch die Herzöge wurde Braunschweig 1671 zur fürstlichen Garnison erhoben und zum Standort des fürstlichen Heeres, dessen Truppenstärke im Laufe der Jahre variierte. Zu dieser Zeit gab es je eine Kompanie Leibgarde zu Ross und zu Fuß sowie zwei Kompanien des Reiterregiments, die Infanterieregimenter „von Stauffen“, „von Schönberg“ und „von der Brüggen“ und die Artillerie. Die stationierten Verbände setzten sich stets aus mehreren Regimentern zusammen. Selbst in Zeiten des Friedens stand in der Stadt immer ein gewisses Kontingent an braunschweigischen Soldaten unter Waffen bereit.
Als der französische König Ludwig XIV. seine Truppen unter Marschall Henri de Turenne bis in den Elsass marschieren ließ, hatten sich die braunschweigischen Truppen 1674 mit denen aus Brandenburg, Celle, Lüneburg und Wolfenbüttel der kaiserlichen Armee angeschlossen, um diesem entgegenzutreten und die Holländer in ihrem Krieg gegen die Franzosen (Holländischer Krieg) zur Seite zu stehen. Zunächst war geplant die französischen Truppen vom Norden und Süden her anzugreifen. General Alexander de Bournonville führte seine Truppen bei Straßburg über den Rhein, um sich mit dem Heer des brandenburgischen Kurfürsten Friedrich Wilhelm zu vereinigen und so mit einer rund 55.000 Mann starken Armee Turenne anzugreifen. Dieser durchschaute jedoch den Plan und kam ihnen zuvor. So kam es am 4. Oktober 1674 zu der Schlacht bei Enzheim im Südwesten von Straßburg. Unter den Alliierten Truppen befanden sich auch neun braunschweigischen Infanterieregimenter unter der Führung des Herzogs August von Holstein-Plön, mit 28 Geschützen, die ein Waldgebiet gegen die französischen Dragoner- und Musketierregimenter des Marquis Louis-François de Boufflers verteidigten sollten, sich jedoch mangels Unterstützung hinter einen dortigen Höhenzug zurückziehen mussten. In dieser Schlacht, aus der sich die Franzosen schließlich nach Marlenheim zurückzogen, verloren die Braunschweiger 28 Offiziere, 100 Unteroffiziere und 674 Gemeine. Im Januar 1675 wurden Regimenter aus Braunschweig-Lüneburg, Münster und Brandenburg gegen Turenne in der Schlacht bei Türkheim eingesetzt.
Im Jahr 1684 zogen die Truppen in den Kampf gegen die Türken und 1688 im Zuge des Pfälzischen Erbfolgekriegs gegen den französischen König Ludwig XIV. 1690 beteiligten sich die Braunschweiger mit zwei Reiter- und zehn Infanterieregimentern an einem Hilfskorps für Holland.

## 1756 bis 1783: Siebenjähriger Krieg und Dienst in Nordamerika

Infanteristen um 1761
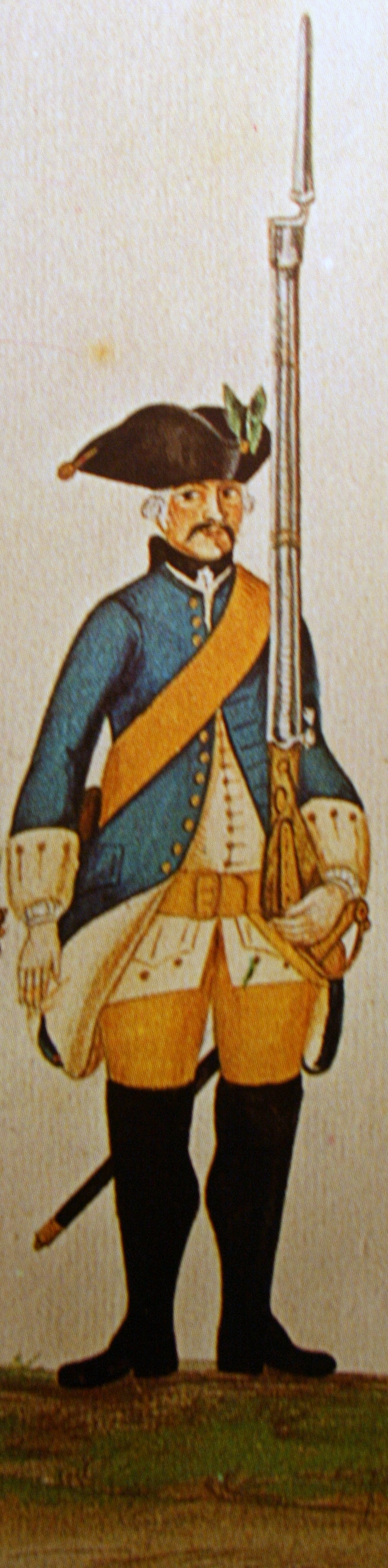
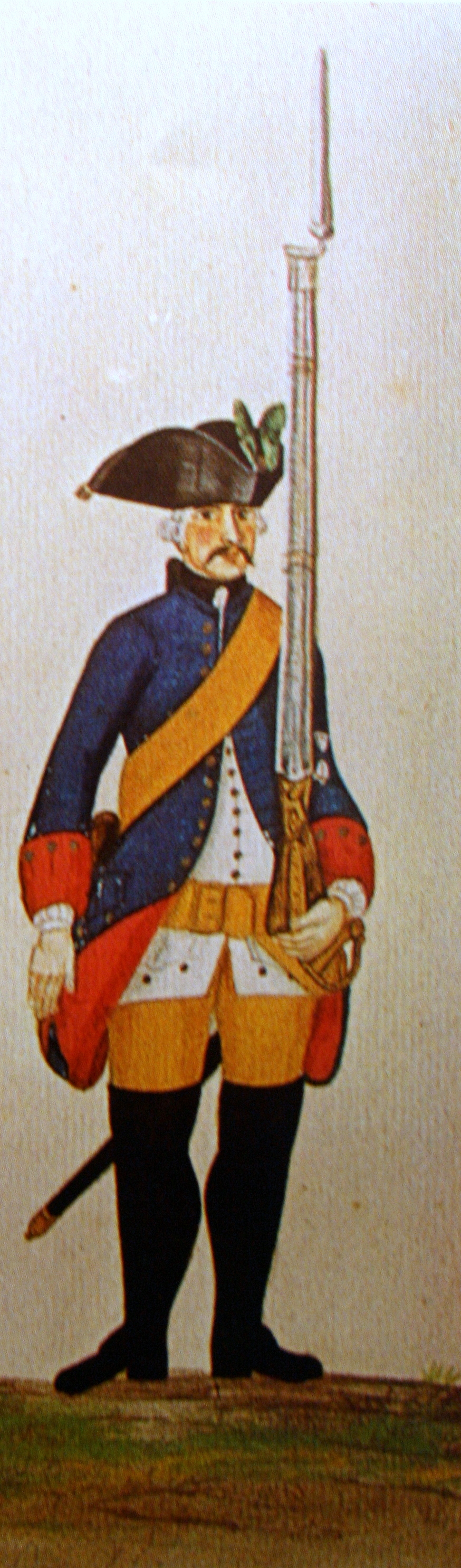
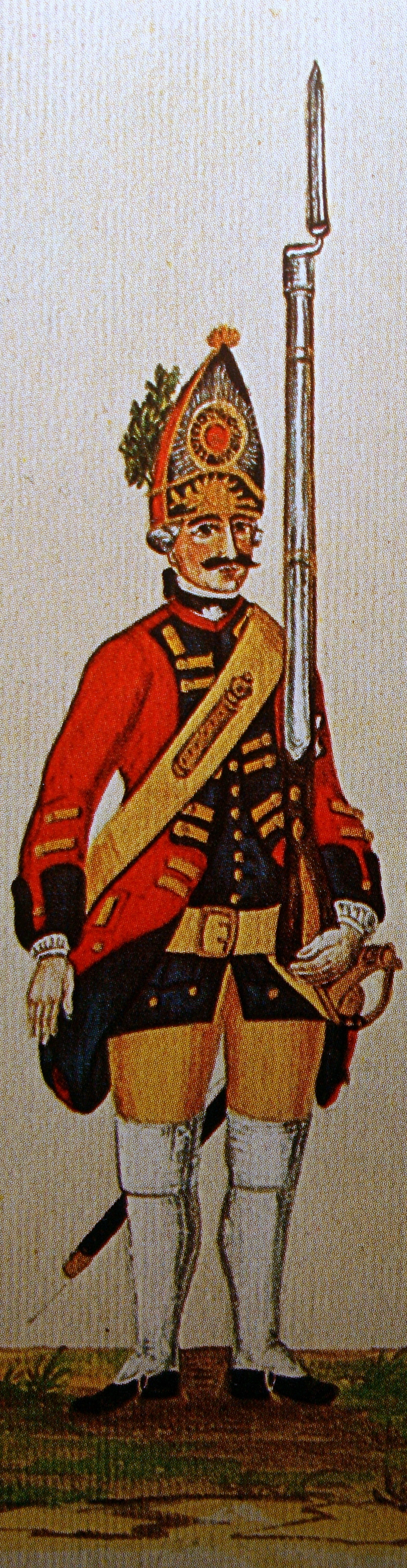

1756 trat Braunschweig-Wolfenbüttel an der Seite Preußens in den Siebenjährigen Krieg (1756 bis 1763) ein. Gegen Ende des Konflikts, 1762, lag die Truppenstärke bei 16.000 Mann. Die Finanzierung garantierten Subsidienverträge mit England. Die Lage änderte sich nach dem Friedensschluss, als die finanziellen Mittel knapper wurden und die Heeresstärke reduziert werden musste.
Im Februar 1776 stellte Braunschweig-Wolfenbüttel für England Hilfstruppen im Amerikanischen Unabhängigkeitskrieg. Den Vertrag unterzeichneten William Fawcett als Vertreter der englischen Krone und Feronce von Rotenkreutz, für Braunschweig. Herzog Karl verpflichtete sich bei diesem Soldatenhandel, ein Korps aus 3964 Mann Infanterie und 336 Mann leichter Kavallerie zu entsenden. Die Kavallerie wurde erst nach Ankunft in Amerika mit Pferden ausgerüstet. Die gesamte Truppe bestand aus fünf Regimentern und zwei Bataillonen, die gesamte Ausrüstung sollten aus Braunschweig geliefert werden, wodurch die braunschweigischen Handwerker mit zusätzlichen Aufträgen versorgt wurden, um die wirtschaftliche Lage im Herzogtum zu verbessern.
Den Oberbefehl über diese Truppen erhielt Friedrich Adolf von Riedesel, der mit seinem Auszug aus Braunschweig zum Generalmajor befördert wurde. Das entsandte Truppenkontingent setzte sich aus 176 Offizieren, 389 Unteroffizieren, 102 Tambours (Trommler), 3373 Gemeinen und 261 Knechten in folgenden Einheiten zusammen:
- Dragoner-Regiment „Prinz Ludwig Ernst“
- Grenadier-Bataillon „Breymann“
- Musketier-Regimenter: „Prinz Friedrich“, „von Rhetz“, „von Riedesel“ und „von Specht“
- Bataillon leichte Infanterie mit Jägerkompanie „von Barner“

Die Truppe schiffte sich in Stade ein und reiste nach Québec. Hier kämpfte sie gemeinsam mit Einheiten aus Hessen-Hanau und den Engländern. Obwohl Braunschweig für die Entsendung dieser Soldaten für die Unterstützung des Amerikanischen Unabhängigkeitskrieges (1775 bis 1783) 5 ¼ Millionen Taler an Einnahmen verbuchen konnte, beschloss Herzog Karl Wilhelm Ferdinand 1783, nach Rückkehr letzten braunschweigischen Truppen aus Amerika (2.174 von ausgesandten 5.124 Mann), die Stärke des Heeres zu verringern. Stattdessen stellte er eine Armee aus Söldnern zusammen.

## 1807 bis 1813: Ära des Königreichs Westphalen
Als Preußen im Jahr 1806 gegen Frankreich in den Krieg zog, hatte sich Braunschweig zur Neutralität entschlossen, um von Napoleon verschont zu werden, was dieser jedoch ablehnte. Das Fürstentum Braunschweig-Wolfenbüttel wurde durch seine Truppen besetzt, aufgelöst und dem Königreich Westphalen unterstellt. Damit wurde auch das Braunschweiger Heer aufgelöst.

## 1814 bis 1866: Neuaufstellung der Herzoglich Braunschweigischen Militärs
Im Jahr 1809 stellte Herzog Friedrich Wilhelm in Böhmen eine eigene Truppe zusammen, die als „Schwarze Schar“ bezeichnet wurde. Diese bildete ab 1813 den neuen Grundstock für das braunschweigische Militär. Dem Oberbefehl des britischen Prinzregenten George IV. unterstellt, kämpfte sie in Spanien und Belgien. Nachdem Napoleon in der Schlacht bei Waterloo endgültig besiegt worden war, entstand das neue Herzogtum Braunschweig. Die Truppen kehrten mit mehr als 7000 Mann ohne den Herzog nach Braunschweig zurück. Dieser war in der Schlacht bei Quatre-Bras am 16. Juni 1815 gefallen. An die Gefallenen der Napoleonischen Kriege erinnert das Vaterländische Denkmal in Form eines Obelisken auf dem Braunschweiger Löwenwall.
Zu Beginn des 19. Jahrhunderts wurden beim Steinbruch am Nußberg Schießstände für die Ausbildung der Soldaten der Garnison angelegt. Diese wurden bis zum Jahr 1919 genutzt. Zu Ehren des Generalmajors Johann Elias Olfermann (1776–1822), der die Braunschweigischen Truppen nach dem Tod des Herzogs befehligt und in der Schlacht von Quatre-Bras angeführt hatte, wurde im Jahr 1832 unweit der Schießstände eine Gedenksäule aufgestellt.
In Braunschweig setzte sich nun das Konskriptionssystem durch, was einer allgemeinen Wehrpflicht für alle männlichen Landesbewohner im Alter von 20 bis 25 gleichkam. Eine Verordnung legte fest, dass sich jeder für eine militärische Verwendung bereithalten musste. Teilweise wurde jedoch nur jeder fünfte wirklich zum Dienst einberufen. Die Auswahl erfolgte über eine Auslosung, sodass es möglich war, durch den Verkauf des Loses an andere Dienstpflichtige oder durch die Entsendung eines Stellvertreters dem Militärdienst zu entgehen. Nicht verpflichtet werden konnten geistig oder körperlich behinderte oder für den Dienst unwürdige Männer. Eine Ausnahmeregelung gab es für die Mitglieder des Herrschaftshauses oder hochadeliger Familien. Großgrundbesitzer, Gewerbetreibende und Amtsinhaber konnten sich auf Antrag ebenfalls befreien lassen.
1816 wurde die Militär-Administrations-Kommission geschaffen, die für die Militärverwaltung zuständig war. Ab 1826 wurden diese Aufgaben vom Herzoglichen Kriegs-Collegium übernommen. Ihm oblagen die Verwahrung der Kriegskasse, die Verwaltung der Kasernen, die Verpflegung, die Versorgung sowie das Zeughaus und das Militärhospital. Hierarchisch war der jeweilige Herzog Oberbefehlshaber des braunschweigischen Militärs, ihm unterstand der Kommandant des aktiven Korps, ab 1848 war dies der Brigadekommandeur (im Rang eines Generalmajors). Der Garnisonsdienst wurde durch die im Rang eines Generalleutnants stehenden Braunschweiger Stadtkommandanten organisiert.
| Zeitraum      | Dienstgrad      | Name                                       |
| ------------- | --------------- | ------------------------------------------ |
| 1813 bis 1821 | Generalleutnant | Johann Heinrich Carl von Bernewitz         |
| 1821 bis 1830 | Generalleutnant | Johann Carl Moll                           |
| 1830 bis 1835 | Generalleutnant | Friedrich August von Herzberg              |
| 1835 bis 1847 | Generalleutnant | * Ernst von Schrader                       |
| 1847 bis 1851 | Generalmajor    | Heinrich August Christian von Brandenstein |
| 1851 bis 1855 | Generalleutnant | Johann Heinrich Ernst Gustav von Normann   |
| 1855 bis 1867 | Generalleutnant | Alexander Leopold von Erichsen             |

Da Karl, der älteste Sohn des verstorbenen Herzogs, noch minderjährig war, lag der Oberbefehl bei Georg IV., der diesen auf das Geheimraths-Collegium delegiert hatte. Dieses beschloss eine drastische Reduzierung der Truppenstärke, so dass das braunschweigische Militär zwar nominell noch aus rund 1800 Mann bestand, die tatsächliche Anzahl der Soldaten in den vier Infanteriebataillonen jedoch bei lediglich je 160 Mann lag. Ein Teil der Husaren war zudem für andere Dienste, beispielsweise als Polizeihusaren eingesetzt oder auf andere Städte im Herzogtum verteilt worden. 1821 verabschiedete der Deutsche Bund eine Bundeskriegsverfassung, die das Herzogtum Braunschweig verpflichtete, ein Prozent seiner Bevölkerung für das gemeinsame Truppenkontingent der Bundestruppen zu entsenden. Zu diesen sollten neben den Fußtruppen auch einen Anteil an Reitern sowie jeweils zwei Geschütze pro 1000 Mann umfassen. Die braunschweigischen und königlich-hannoverschen Truppen bildeten gemeinsam die 1. Division des X. Bundes-Armee-Corps. Da es in Friedenszeiten erlaubt war, die Truppen zu beurlauben, lag die Stärke der braunschweigischen Truppen Anfang der 1820er Jahre bei rund 520 Mann.
Als Herzog Karl II. die Regierungsgeschäfte übernahm, sorgte er für eine Aufstockung der Truppen. Unter anderem ließ er ein neues Jägerbataillon aufstellen, aus dem später das Leibbataillon hervorging, und erhöhte den Personalbestand der Infanterieregimenter auf mehr als 2500 Mann. Zusätzlich stand ihm 1825 nun eine 300 Mann starke Kavallerieabteilung zur Verfügung, da er die Abteilung der Polizeihusaren zu einem Garde-Husarenregiment hatte ausbauen lassen. Dazu kamen noch rund 150 Artilleristen. Doch schon 1830 kam es nach dem Sturz Karls erneut zu einer Reduzierung durch seinen Bruder Wilhelm.
Am 15. Juli 1848 legte der Deutsche Bund neue Regelungen für die zu entsendenden Kontingente fest und erhöhte den Maßstab auf 2 % der Bevölkerung. Das hatte zur Folge, dass Braunschweig nun rund 5000 Mann zur Verfügung halten musste. Diese Truppenstärke wurde erreicht, indem man die Landwehr mit einbezog, so dass die reguläre Stärke nunmehr knapp 2700 Mann betrug. Während der Schleswig-Holsteinischen Erhebung (1848–51) stellte Braunschweig Truppen als Teil des deutschen Bundesheers gegen Dänemark.
In den Jahren 1849 bis 1854 wurden die Truppen des Herzogtums Braunschweig im Zuge einer Militärkonvention mit dem Königreich Preußen als „Brigade“ der 7. Preußischen Division in Magdeburg unterstellt. Zudem änderten sich die Bedingungen für die Wehrpflicht, eine Stellvertretung war nicht mehr zulässig und es kamen die Einjährig-Freiwilligen hinzu. Die zuvor unterschiedlichen Kaliber und Maße wurden nach Vorbild des preußischen Dienstreglements ebenfalls vereinheitlicht. Eine Beurlaubung der Soldaten war nun erstmals nach einer Dienstzeit von zwei Jahren möglich und die Ausbildung wurde verbessert. Diese Regelung endete bereits am 16. September 1854, da es massiven Widerspruch sowohl aus Österreich als auch aus Hannover gegeben hatte. Braunschweig erhielt somit seine militärische Unabhängigkeit zurück, die neuen Regelungen wurden ebenfalls zurückgenommen.
Um das Jahr 1854 ließ die Englische Königin Victoria eine Truppe aus deutschen, schweizerischen und italienischen Söldnern aufstellen. Unter diesen befanden sich rund 180 Braunschweigische Soldaten, die unter General Baron von Stutterheim in der „British-German Legion“ dienten und gegen das Russische Kaiserreich in den Krimkrieg ziehen sollten. Im März des Jahres 1856 endete dieser jedoch mit dem Friedensvertrag von Paris, wodurch die Söldner dort nicht zum Einsatz kamen. Sie wurden, da sie mit langfristigen Verträgen angeworben worden waren, nicht entlassen, sondern stattdessen in die Britische Kapkolonie verschifft. Hier wurden sie als „Military Settlers“ (Wehrbauern) in der Provinz Kaffraria gegen rebellische Eingeborenen-Stämme eingesetzt. Diese Unternehmung wurde von Baron von Stutterheim (1815–1871) geleitet. Die Namen der Orte Stutterheim und Braunschweig erinnern an diese Braunschweigischen Legionäre.
Obwohl inzwischen mit Preußen eng verbunden, blieb Braunschweig während des Deutsch-Dänischen Krieges 1864 neutral und äußerte stattdessen, wie zahlreiche andere deutsche Bundesstaaten, Bedenken am kriegerischen Vorgehen Preußens und Österreichs.
Im Deutschen Krieg 1866 war Braunschweig erneut Preußens Verbündeter und
trat, noch vor dessen Beendigung, am 18. August 1866 dem Norddeutschen Bund bei. Daraufhin wurde das Amt des Stadtkommandanten aufgehoben.
| Monatssold                                                        | Zusatzleistungen | Unterbringung | Dienstgrad (Beispiel)      | Bemerkung |
| ----------------------------------------------------------------- | --- | --- | -------------------------- | --- |
| rund 2 Taler                                                      | Kostenlose Verpflegung, Bekleidung und Unterbringung sowie zwei Handtücher, vier Bettlaken und zwei Wolldecken                                                                                       | Mannschaftsschlafraum, Doppelbett | Mannschaftsdienst Gemeiner | Mehrheitlich bestanden die Garnisonstruppen aus einfachen Soldaten und Gefreiten. Der Sold lag weit unter dem Monatslohn ungelernter Arbeiter, die durchschnittlich etwas mehr als 10 Taler erhielten. Bei Vollbelegung stand jedem Soldaten nur ein eigener Wohn- und Schlafbereich von knapp 2 m² zur Verfügung.                          |
| 10 Taler 6 Silbergroschen + 1 Taler Quartiergeld für verheiratete | Heiratserlaubnis, kostenlose Verpflegung und Bekleidung sowie nach Ablauf der Dienstzeit Übernahme in den öffentlichen Staatsdienst.                                                                 | Unverheiratete in kleinen Gruppen in Unteroffiziersstuben im Einzelbett innerhalb, verheiratete in eigenen Wohnungen außerhalb der Kasernen | Unteroffizier Feldwebel    | Der Sold eines Feldwebels entsprach ungefähr dem der ungelernten Arbeiter. Ein Sergeant oder Korporal verdiente nicht ganz so viel. |
| 31 Taler + Zusatzzahlungen                                        | Heiratserlaubnis ab dem 25. Lebensjahr, Quartiergeld, Zahlungen für Rationen, Bediente und Dienstunkosten, Ansprüche für die Hinterbliebenen aus der Kasse der Witwen- und Waisen-Versorgungsanstalt | Eigene Wohnung oder Dienstwohnung | Offizier Premierlieutenant | Offiziere waren meist Angehörige des Adels oder der bürgerlichen Oberschicht. In Braunschweig gab es mehrheitlich Subalternoffiziere und einige Stabsoffiziere. Offiziere mussten ihre Uniform selbst beschaffen, einen Teil ihres Soldes für die Instandhaltung der Wohnung aufbringen und einen Betrag in die Versorgungskasse einzahlen. |

## 1867 bis 1886: Das Ende der Herzoglich Braunschweigischen Armee

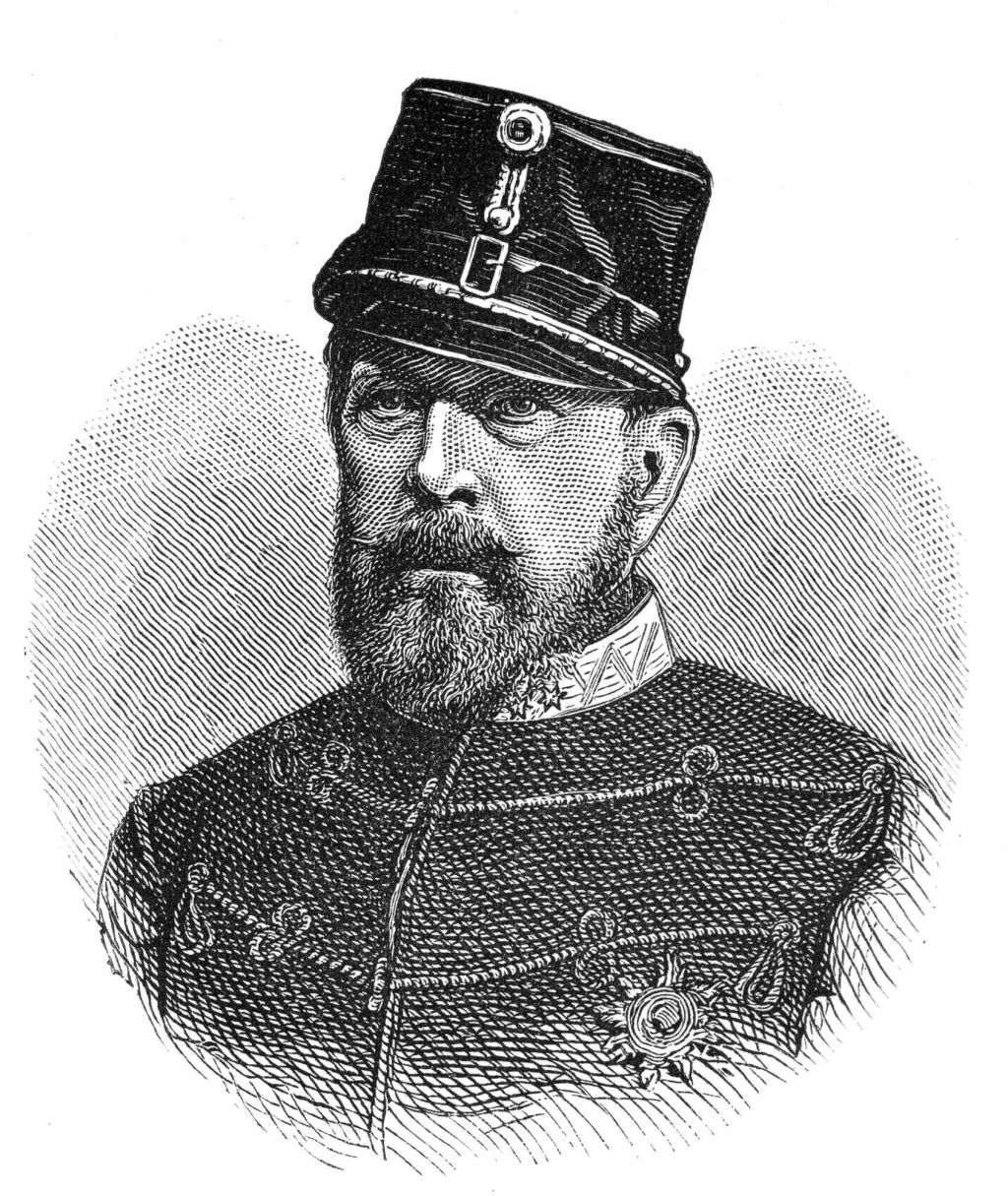
Herzog Wilhelm, in der zwischen 1852 und 1867 getragenen Uniform

Das Herzogtum Braunschweig verlor mehr und mehr seine militärische Eigenständigkeit. Die Truppen unterstanden zunächst dem Oberbefehl des Norddeutschen Bundes. Daraufhin wurden die Truppenteile umbenannt in „Herzoglich Braunschweigisches Infanterieregiment Nr. 92“, „Herzoglich Braunschweigisches Husarenregiment Nr. 17“ sowie 6. Herzoglich Braunschweigische Batterie (eingegliedert in das Hannoversche Feldartillerieregiments Nr. 10). Die preußischen Militärgesetze und die allgemeine Wehrpflicht wurden eingeführt und die Truppen mit neuen Waffen, wie dem „Zündnadelgewehr 62“ ausgestattet. Diese kamen nun direkt aus Preußen und nicht wie bisher aus braunschweigischer Produktion.
Mit der Mobilmachung im Juli 1870 marschierten die braunschweigischen Truppen nach Bingerbrück, um am Deutsch-Französischen Krieg teilzunehmen. Sie waren Teil der II. Armee und waren an den Kämpfen um Mars-la-Tour, Saarbrücken und Spichern, Metz und St. Privat beteiligt. Nach dem Ende des Krieges blieb das Infanterieregiment als Besatzungstruppe in Elsaß-Lothringen und kehrte erst 1886 nach Braunschweig zurück. Die entstandene Lücke wurde durch das 4. Magdeburger Infanterieregiment Nr. 67 geschlossen. Vom Jahr 1871 unterstanden die Truppen dem Oberbefehl des Deutschen Reiches.
Preußen hatte sich seit 1866 bemüht, mit anderen deutschen Staaten eine Militärkonvention abzuschließen, was im Ergebnis auf die Eingliederung dieser Streitkräfte in die preußische Armee hinauslief. Mit fast allen Ländern kamen solche Vereinbarungen zwischen 1867 und 1873 zustande. Herzog Wilhelm, der gegenüber Preußen und speziell gegenüber Bismarck kritisch eingestellt war, legte jedoch großen Wert auf eine militärische Eigenständigkeit und weigerte sich bis zu seinem Tode 1884, eine solche Konvention abzuschließen.
Erst am 9./18. März 1886 schloss der Braunschweiger Regent Albrecht von Preußen mit Preußen eine Militärkonvention; die Verhandlungen hierzu hatte für Braunschweig Generalmajor Robert von Wachholtz geführt. Unterzeichnet wurde die Konvention vom Braunschweiger Staatsminister Hermann von Görtz-Wrisberg, auf preußischer Seite von den Militärs Heinrich von Goßler und Carl von Hänisch.
Die Braunschweiger Truppen wurden nun Teil der preußischen Armee, führten weiterhin die Bezeichnung „braunschweigisch“, nicht mehr aber „herzoglich“. Die schwarzen Uniformen wurden bis 1892 bei Infanterie und Artillerie gegen blaue preußische getauscht; die Husaren behielten indes ihre schwarze Uniform bei. „Braunschweigisch“ waren nunmehr das Braunschweigische Infanterie-Regiment Nr. 92, das Braunschweigische Husaren-Regiment Nr. 17 sowie eine Batterie des Feldartillerie-Regiments Nr. 10. Die genannten Truppen zogen schließlich unter preußischem Befehl in den Ersten Weltkrieg. Nach der deutschen Niederlage 1918 und den im Frieden von Versailles festgelegten Rüstungsrestriktionen wurden die braunschweigischen Formationen 1919 aufgelöst.

## Werdegang der braunschweigischen Truppen nach 1918

### Braunschweigisches Infanterie-Regiment Nr. 92

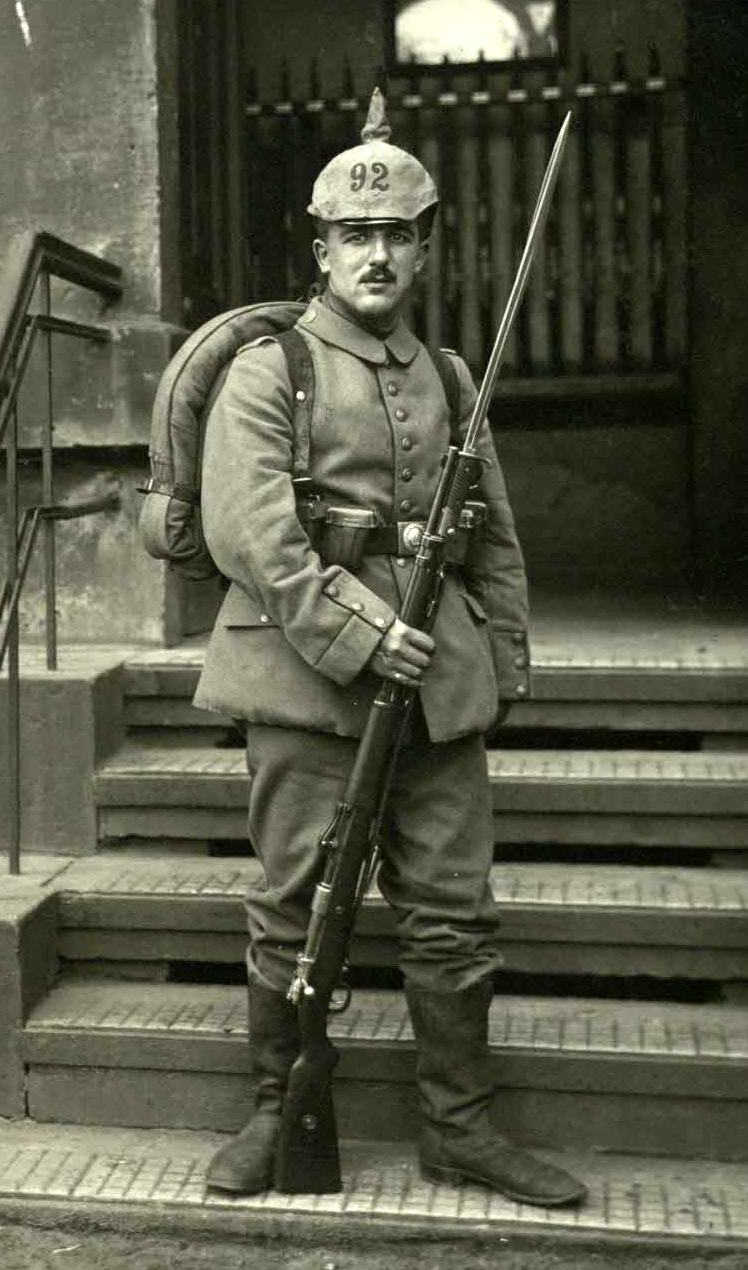
Braunschweigischen Infanterie-Regiments Nr. 92, feldgraue Uniform, um 1914

Die Reste des Braunschweigischen Infanterie-Regiments Nr. 92 kehrten nach Kriegsende in die Garnison nach Braunschweig zurück, wo ab 3. Dezember 1918 die Demobilisierung erfolgte. Aus Teilen bildete sich im Januar 1919 das Freiwilligen-Jägerkorps Niedersachsen mit einer MG-Kompanie, das am 17. April 1919 zum Jäger-Regiment Braunschweig erweitert wurde. Dieses ging im Juni 1919 als III. Bataillon im Reichswehr-Infanterie-Regiment 20 der Vorläufigen Reichswehr auf.
Die Tradition übernahmen in der Reichswehr durch Erlass des Chefs der Heeresleitung, General der Infanterie Hans von Seeckt, vom 24. August 1921 die 1. und 4. Kompanie des 17. Infanterie-Regiments.

### Braunschweigisches Husaren-Regiment Nr. 17
Als Vorauskommando traf der Regimentsstab am 21. November 1918 nach dem Waffenstillstand in Braunschweig ein. Der Rest der Truppe erreichte seine alte Garnison am 5. Dezember 1918. Am 30. Januar 1919 errichtete man aus Angehörigen des Regiments eine Freiwilligen-Eskadron, die bei den Unruhen in Bremen, Wilhelmshaven und Emden für Ruhe und Ordnung sorgen sollte. Diese Freiwilligen-Eskadron wurde später in das Reichswehr-Kavallerie-Regiment 10 der Vorläufigen Reichswehr übernommen.
Die Tradition des Regiments übernahm in der Reichswehr die 4. Eskadron des 13. (Preußischen) Reiter-Regiments in Lüneburg.

## Uniformen
Die militärische Bekleidung aller Truppenteile folgte seit dem 18. Jahrhundert preußischem Muster. Ein erstes Aufkommen „nationaler“ Eigentümlichkeiten ist im Jahr 1809 mit Aufstellung der Schwarzen Schar zu beobachten: „Typisch braunschweigisch“ wurde die schwarze Montur, teilweise mit Totenkopfemblem an der Kopfbedeckung. Kennzeichnend waren der schwarze, husarisch verschnürte, fast knielange Polrock (Infanterie, Fußartillerie) sowie der schwarze, hüftlange Dolman (Husaren, berittene Feldartillerie).
Seit 1823 glichen die Uniformen erneut jenen der preußischen Armee: blaue Kollets bzw. Röcke, dazu Kragen- und Ärmeltressen für Unteroffiziere sowie Epauletten für Offiziere. Das Leibbataillon kehrte indes 1830 zu den schwarzen, bald nur noch über das Gesäß reichenden Polröcken zurück. Diesem Beispiel folgte 1848 die Infanterie, 1850 auch Artillerie und Kavallerie.
Charakteristisch war ebenfalls der von Infanterie und Artillerie getragene hohe Tschako mit dem achtstrahligen silbernen Stern des Hausordens (darauf ein Johanniterkreuz mit springendem Sachsenross im Zentrum). Das Leib- bzw. Füsilierbataillon hatte stattdessen einen Totenkopf über gekreuzten Knochen, ebenso die Husaren auf ihren Pelzmützen. Die vorgenannten Truppenteile trugen dazu ein Bandeau mit der Inschrift „PENINSULA“ (in Erinnerung an den Feldzug in Spanien 1810–13, gegen Napoleon) an der Kopfbedeckung; bei Landwehrformationen der Linie stattdessen das Landwehrkreuz unterhalb des Sterns, beim Leibbataillon das Landwehrkreuz auf dem Bandeau, unterhalb des Totenkopfs. Die Artillerie trug spätestens ab 1839 und bis 1866 einen Lederhelm mit schwarzer Raupe, dann ein Käppi nach österreichischem Muster, von 1872 bis 1886 den Tschako mit besonderen Abzeichen: auf dem Raupenhelm gekröntes Oval mit Herrschermonogramm, auf dem Tschako indes über zwei gekreuzten Kanonenrohren den Stern des Hausordens mit aufgelegtem Herrschermonogramm „W“.
Die braunschweigischen Offiziere führten zwischen 1851 und 1867 Rangabzeichen nach österreichischem Vorbild (Kragensterne, Stabsoffiziere und Generale zusätzlich Borten an Kragen und Ärmelaufschlägen). Der Herzog als Oberbefehlshaber trug als einziger die Uniform eines Generals (3 Kragensterne); die nächsthöheren Dienstgrade waren Generalleutnant (als Braunschweiger Stadtkommandant, 2 Kragensterne) und Generalmajor (als Kommandeur des Feldkorps, 1 Kragenstern). Es folgte die Rückkehr zum preußischen Muster (mit Epauletten und Schulterstücken); die Borten wurden jedoch beibehalten (der Kragen jetzt aber ohne Sterne).
Abweichend war die Kennzeichnung der Mannschaften und Unteroffiziere geregelt. Die Unteroffiziere waren an Tressenwinkeln nach englischem Muster zu erkennen (Silber bei Infanterie – Spitze nach unten, Gold bei Artillerie und bei Kavallerie – bei letzterer Spitze nach oben).
Mannschaften:
- Gefreiter – ca. 1 cm breite weiß-blaue Borte quer über das untere Ende der Schulterklappe
- Obergefreiter – doppelt so breite Borte
- Bombardier (bis 1867) – 1 goldener Tressenwinkel (nur Artillerie)

Unteroffiziere:
- Korporal – 2 Tressenwinkel
- Sergeant – 3 Tressenwinkel, dazu Wollschärpe ähnlich jener der Offiziere, mit blauem Mittelstreifen
- Feldwebel/Wachtmeister – 4 Tressenwinkel, Schärpe (trug kein Gewehr)
- Sergeantmajor – 4 Tressenwinkel, darüber eine Krone, Schärpe (trug kein Gewehr)

Nach Abschluss der Militärkonvention mit Preußen 1886 legten die Offiziere noch im selben Jahr preußische Uniformen an. Mannschaften und Unteroffiziere trugen ihren Polrock und Dolman bis 1892 auf, mit dem Wechsel zur preußischen Uniform entfielen die bisherigen Rangabzeichen. Der Tschako war seit 1872 „gestutzt“ (nach Art der preußischen Jäger). Zum Polrock wurde auch die Pickelhaube üblich, mit Hausorden-Stern (beim 3. (Leib-)Bataillon seit 1889 mit aufgelegtem Totenkopf) auf dem goldenen Adler.